# Maziar Zare
Maziar Zare Eshghdoust (Bandar-e-Anzali, 22 dicembre 1984) è un allenatore di calcio ed ex calciatore iraniano, di ruolo centrocampista, tecnico del Malavan.
Ha vestito più volte la maglia della nazionale iraniana.

## Palmarès

### Club
- Coppa dell'Iran: 1

Persepolis: 2010-2011

### Nazionale
- Giochi asiatici: 1

2006